# Lucija Grad
Lucija Grad (* 22. Oktober 1983 in Ljubljana) ist eine slowenische Fußballspielerin.

## Karriere

### Verein
Nach sieben Jahren für die erste Mannschaft des ŽNK Senožeti wechselte sie im Sommer 2007 zum Ligarivalen ŽNK Velesovo Kamen Jerič. In Velesovo spielte sie 17 Spiele und erzielte dabei 16 Tore. Nach dem Ende der Saison 2007/08 wechselte sie in die slowenische zweite Liga zum Absteiger ŽNK Teleing Pomurje und verhalf diesem zum Wiederaufstieg. Nach einer guten Leistung in der zweiten Liga wechselte sie vom Aufsteiger zum letztjährigen Tabellenfünften der slowenischen ersten Frauenliga ŽNK Jevnica. Dort spielte sie zweieinhalb Jahre und erzielte in 29 Spielen 16 Tore. Durch diese Leistung wurde der österreichische Kärntner-Frauenlandesliga-Verein FC Feldkirchen auf sie aufmerksam und sie unterschrieb mit Landsfrau Kaja Jerina einen Vertrag. Nachdem sie verletzungsbedingt nur zu 2 Einsätzen in Feldkirchen gekommen war, kehrte sie im Sommer 2013 zum ŽNK Jevnica zurück. Grad spielte nach ihrer Rückkehr in 7 Spielen für Jevnica und erzielte 3 Tore, bevor sie im Januar 2014 nach Österreich zurückkehrte. Seither steht sie mit ihren Landsfrauen Lara Ivanuša und Kaja Eržen bei den Carinthians Soccer Women in Kärnten unter Vertrag.

### Nationalmannschaft
Grad ist A-Nationalspielerin für Slowenien.

## Privates
Lucija Grad spielte in ihrer Zeit bei ŽNK Senožeti sechs Jahre lang bis 2006 in der ersten Mannschaft gemeinsam mit ihrer Schwester Manca Grad. Neben ihrer Karriere ging Grad ein Studium für Sport auf Lehramtsbasis an der Universität Ljubljana nach, das sie mit 2011 einem Diplom abschloss.